# 让-巴蒂斯特·德尼
让-巴蒂斯特·德尼（法語：Jean-Baptiste Denys，1643年—1704年10月3日），法国医生，因完成了人类手术史上首次有详细记载的输血（异种输血）而闻名于世。他曾研学于蒙彼利埃，是路易十四的御医。

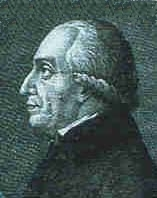
让-巴蒂斯特·德尼

## 尝试输血
1667年6月15日，德尼进行了人类手术史上首次有详细记载的输血（异种输血）。他将一只绵羊的12盎司（约340.19克，1盎司约为28.35克）血液输给了一位因水蛭而流血过多的15岁男孩。男孩最终因输血得以幸存。
德尼为一个劳工进行了另一次输血。劳工也得以幸存。这两个次输血实例的成功很可能是因为实际上仅有少量的血液真正输入到了受血者体内。这样使得受血者得以抵抗过敏反应。德尼的第三个经受输血的病人，瑞典男爵古斯塔夫·邦德，接受了2次输血。但在第二次输血后，邦德不幸死亡 。
在1667年冬季，德尼为安托万·莫鲁瓦（Antoine Mauroy）进行了数次小牛血液（calf's blood）的输入，第三次输血时莫鲁瓦不幸死去。围绕着莫鲁瓦的死，有许多争论。莫鲁瓦的妻子声称德尼应当为其丈夫的死亡负责。德尼被指控谋杀。在德尼被宣判无罪后，莫鲁瓦的妻子又因莫鲁瓦的死亡而被控告。那次审批之后，德尼退出了相关医学实践。
莫鲁瓦的真实死因随后被证实为砒霜中毒。
德尼使用动物血液输血的实验在法国引起了激烈的争论，在1670年这样的操作被明令禁止。直到1902年卡尔·兰德施泰纳发现4种血型后，输血才被认为是安全、可靠的。